# Lenguas tivoides
Las lenguas tivoides son un grupo de lenguas bantoides meridionales habladas en Camerún. La mayor parte de estas lenguas está al borde de la extinción con muy pocos hablantes. Sin embargo el idioma tiv tiene más de 2 millones de hablantes. La segunda lengua más importante el bitare tenía unos 110 mil hablantes (en 2000). aparte del tiv, la mayor parte de las lenguas está muy mal documentada; la siguiente lengua más conocida es el idioma esimbi, aunque ni siquiera está claro que esté emparentada directamente con el tiv.

## Clasificación
Siguiendo a Blench (2010), las lenguas tivoides se dividen en tres ramas, aunque las lenguas tivoides septentrionales están prácticamente indocumentadas. Los nombres entre paréntesis son dialectos para Ethnologue, aunque Blench los sitúa como lenguas diferentes:
Tivoide central(A) Tiv–Iyive–Otank, Ceve (Oliti), Evant
(B) Caka (Batanga, Asaka), Ipulo (Olulu), Eman (Amanavil)
Mesaka
Tivoide septentrionalBatu (Afi, Kamino), Abon, Bitare, ? Ambo
Esimbi es bien conocido, pero no se ha encontrado demasiada evidencia para mantenerlo clasificado como lenguas tivoide; ya que parece tener mucho más en común con las lenguas de los pastizales.
Ethnologue añade algunas lenguas más a la lista anterior: Manta, Balo y Osatu, basándose en una desfasada clasificación previa de Blench. Blench (2010) reclasifica esas lenguas dentro de las lenguas de los pastizales suroccidentales (momo occidental).

## Comparación léxica
Los numerales en diferentes variedades de lenguas tivoide son:
| GLOSA | Central       | Central            | Central      | Septentrional | Septentrional | Septentrional | PROTO- TIVOIDE |
| GLOSA | Tiv           | Iyive              | Ipulo        | Abon          | Batu          | Bitare        | PROTO- TIVOIDE |
| ----- | ------------- | ------------------ | ------------ | ------------- | ------------- | ------------- | -------------- |
| '1'   | mɔ̀ḿ           | mɔ̌m                | émɔ̀          | ɛ-mo          | dɪfu          | fu-mo         | *-mɔm          |
| '2'   | úhár          | hjâl               | víàl         | -fa           | ɛ-vu          | hare          | *-hyar         |
| '3'   | útáŕ          | tàt                | vétàt        | -ta           | tare          | a-tate        | *-tate         |
| '4'   | úɲìː          | ɲîn                | véɲì         | ni            | nai           | a-ɲe          | *-nai          |
| '5'   | útã́ː          | táŋə̀n              | vétàn        | tɔŋ           | ʧun           | a-ʧon         | *-tiaŋ         |
| '6'   | átérátáŕ      | kə̀lə̀kə̀tàt          | véɾátúm      | ʧɔ            | tɔno mon      | busoru        |                |
| '7'   | útã́ː kàː úhár | kə̀lə̀kə̀tàt kàt mɔ̀mú | véɾátúm nɔ̀mɔ̀ | tɔŋ fa        | ɛ-ʧum ɛ-vu    | a-ʧon da hale |                |
| '8'   | ániènì        | kíníkìnì           | víɲèɲí       | nɛnɛ          | ɛ-ʧun ɛ-tare  | a-ʧon da tate | *-nieni        |
| '9'   | útã́ː kàː únjì | táŋìɲìn            | víɲèɲí nɔ̀mɔ̀  | bi-tɔm bi-e   | ɛ-ʧun ɛ-nai   | a-ʧon da ɲe   |                |
| '10'  | púè           | pùɛ̀                | épɔ́ːt        | puware        | gb͡ue          | oyuate        | *pu-           |